# La Saga d'une famille noble
 (février 2013).
Si vous disposez d'ouvrages ou d'articles de référence ou si vous connaissez des sites web de qualité traitant du thème abordé ici, merci de compléter l'article en donnant les références utiles à sa vérifiabilité et en les liant à la section « Notes et références ».
La Saga d'une famille noble (金粉世家, en pinyin jīnfěnshìjiā) est un roman de Zhang Henshui paru en feuilleton entre 1927 et 1932. Ce roman est considéré comme l'un des grands romans de la littérature chinoise du XXe siècle[réf. nécessaire]. Il a été adapté au cinéma et à la télévision à plusieurs reprises.

## Résumé
Jin Yanxi, fils de très bonne famille (son père est ministre), tombe amoureux d'une jeune fille pauvre, Leng Qingqiu. Celle-ci le rejette malgré toutes les manœuvres que Jin Yanxi entreprend (achat de la maison voisine de celle de Leng Qingqiu, affectation comme professeur dans la classe de la jeune fille après avoir fait jouer son statut de fils de ministre auprès du directeur du lycée...).
Dans le même temps, Bai Xiuzhu, jeune fille de très bonne famille, manifeste un amour passionné pour Jin Yanxi. Sa famille constituerait une parfaite alliance politique pour la famille Jin mais Yanxi, pris par la passion, dédaigne Xiuzhu qui s'en irrite profondément.
Après de nombreux rebondissements, Yanxi épouse Qingqiu mais la passion s'étiole et il entretient finalement une liaison extraconjugale avec Xiuzhu avec qui il part en Allemagne.
Peu de temps après, l'hôtel particulier des Jin prend feu et Yanxi pense que Qingqiu et le fils qu'ils ont eu ensemble ont péri.
Il sombre dans le désespoir. Dans une gare, il manque de retrouver Qingqiu, son premier amour, mais leurs trains vont dans des voies différentes et ils resteront séparés pour toujours. Le roman s'achève sur cette scène.

## Enjeux du roman
Au-delà des aventures de Yanxi, le roman offre de nombreuses autres histoires parallèles qui viennent faire écho au fil principal de l'intrigue et qui contribuent à recréer la société chinoise de l'entre-deux-guerres.
La dénonciation sociale est constante : dénonciation des abus des nantis, de la condition de la femme, du comportement des hommes qui peuvent entretenir ouvertement des maîtresses et des concubines, de la confusion qui règne dans les sphères politiques, de la montée de la menace japonaise…

## Adaptations cinématographiques ou télévisuelles
Quelques-unes des adaptations les plus célèbres :
- 1961 : 金粉世家, La Saga d'une famille noble, film hongkongais
- 1988 : 金粉世家, La Saga d'une famille noble, série taïwanaise
- 2003 : 金粉世家, La Saga d'une famille noble (2003) (en), série chinoise (à visionner sur le site officiel de CNTV)